# Johann Schreck

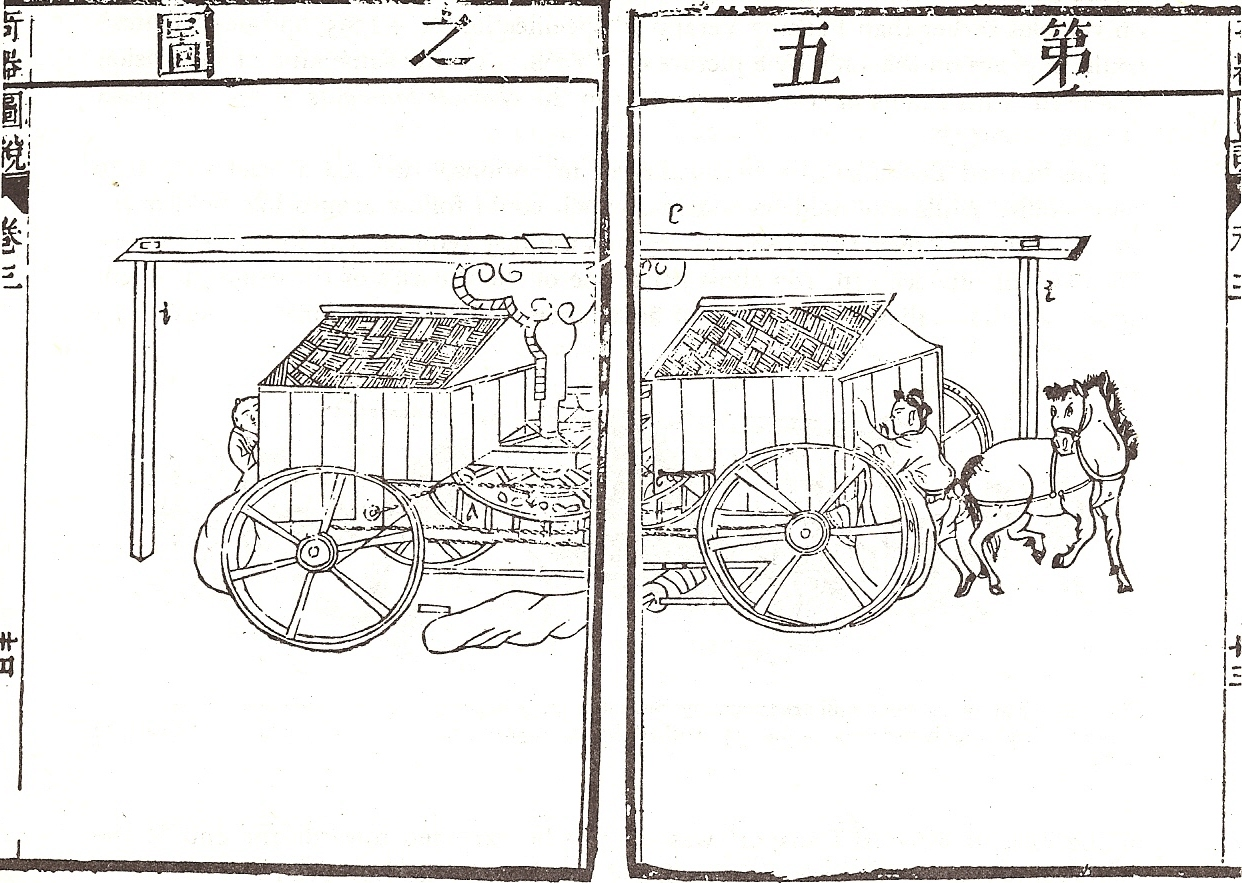
Mobilní mlýn, ilustrace z Jüan-si čchi-čchi tchu-šuo (Vyobrazení a popis úžasných strojů vzdáleného západu), knihy sestavené Schreckem a Wang Čengem roku 1627

Johann(es) Schreck, také Terrenz nebo Terrentius Constantiensis, (1576 Bingen, Bádensko-Württembersko nebo Kostnice – 11. května 1630, Peking) byl německý jezuitský misionář a vědec.

## Život
Johann Schreck začal studovat lékařství roku 1590 na univerzitě ve Freiburgu, poté na univerzitě v Altdorfu a po roce 1603 na univerzitě v Padově. Stal se vysoce respektovaným lékařem a spolupracoval s vědeckou společností Accademia dei Lincei v Římě, jejímž členem byl mimo jiné i Galileo Galilei. V této akademii pracoval na botanické encyklopedii Rerum medicarum Novae Hispaniae Thesaurus společně s Franciskem Hernándezem de Toledo.
K všeobecnému překvapení Schreck vstoupil do jezuitského řádu s plánem na misijní a vědeckou cestu do mingské Číny. Setkal se roku 1614 s belgickým páterem Nicolasem Trigaultem, s nímž se připravoval na cestu. Vyrazili v dubnu 1618 z Lisabonu, v říjnu 1618 přibyli do Goy, kde Schreck začal psát své dílo Plinius Indicus, botanickou a zoologickou encyklopedii Asie, kterou nikdy nedokončil. V červenci 1619 dosáhli Macaa. Roku 1621 přijeli do Chang-čou a koncem roku 1623 do Pekingu.
Schreck byl neobyčejně jazykově nadaný, plynně mluvil německy, italsky, portugalsky, francouzsky a anglicky, jako evropský vzdělanec samozřejmě latinsky a také ovládal řečtinu, hebrejštinu a biblickou aramejštinu. Později se naučil čínsky.
Po příchodu do Číny napsal a přeložil několik čínských knih o matematice, technologiích, lékařství a astronomii společně s Nicolem Longobardo a čínskými učenci. Byl v kontaktu se všemi významnými vědci své doby: Kepler mu zaslal své nejnovější astronomické dílo – Rudolfínské tabulky, které ho nicméně nezastihly – byly přivezeny do Macaa šestnáct měsíců po Schreckově úmrtí. Je pohřben na pekingském hřbitově Ča-lan.